# MLA International Bibliography
Die International Bibliography of Books and Articles on the modern Languages (MLAIB) wird von der Modern Language Association veröffentlicht und ist eine laufende oder periodische Fachbibliografie für alle modernen Philologien ausgenommen der klassischen Philologie. Ihr Schwerpunkt liegt bei der Anglistik, sie verzeichnet aber auch Folklore und kleinere Sprachen. Auch konstruierte Sprachen werden berücksichtigt.
Sie erscheint in elektronischer und gedruckter Form.

## Geschichte
Die erste Ausgabe erschien 1920 unter dem Titel „American Bibliography“ innerhalb der Zeitschrift PMLA (Publications of the Modern Language Association of America) und verzeichnete ausschließlich Publikationen aus den USA und von amerikanischen Wissenschaftlern im Ausland. Ab 1955 wurden zum einen auch Veröffentlichungen von Wissenschaftlern anderer Nationalitäten übernommen, zum anderen wurde eine Master List of Periodicals angelegt, d. h., es wurden ca. 1000 Zeitschriften aufgelistet, die regelmäßig für den Inhalt der Bibliografie ausgewertet werden. Einhergehend mit der Internationalisierung der Bibliografie wurde sie 1956 in „Annual Bibliography“ umbenannt und erhielt erst ab dem Berichtsjahr 1963 ihren noch heute gültigen Namen MLAIB.

## Form / Zugang
Ab dem Jahr 1969 wurde die MLA International Bibliography aus der Zeitschrift PMLA ausgegliedert und erscheint ab 1981 in ihrer Printversion als Zeitschrift in der heutigen Form.
Seit 1987 gibt es die MLAIB neben der Zeitschrift auch in elektronischer Form als Datenbank. Sie wird von verschiedenen Datenbankherstellern (Hosts) als Online-Datenbank und CD-ROM angeboten.